# Ángel Faus Belau
Angel Faus Belau (Vila-real, 9 de fevereiro de 1936 – Castelló de la Plana, 30 de agosto de 2020) foi um jornalista espanhol e professor emérito de comunicação da Universidade de Navarra. Foi considerado um dos principais especialistas sobre a política europeia de radiodifusão. Em 1979, tornou-se o primeiro espanhol a ganhar um doutorado em ciência da informação.
Em seu livro, “La radio en España (1896-1977). Una historia documental”, Faus argumentou que Julio Cervera Baviera, um engenheiro espanhol, foi o verdadeiro inventor do rádio, em vez de Guglielmo Marconi. Faus publicou mais de 300 livros, artigos e periódicos acadêmicos durante sua carreira.
Ángel Faus Belau morreu em Castelló de la Plana em 30 de agosto de 2020, aos 84 anos. Deixou sua esposa, María Luis Alcaraz Castelló, e seus cinco filhos - María Luisa, María Ángeles, Ángel, Begoña e Luis Faus Alcaraz. Seu funeral foi realizado na Catedral de Castelló em Castellón de la Plana em 31 de agosto de 2020.